# Total Overdose
Total Overdose ist ein im September 2005 veröffentlichtes Computerspiel von Eidos Interactive. Es erschien gleichzeitig für Windows, PlayStation 2 und Xbox.
Total Overdose ist einer der wenigen Titel, der ohne Kennzeichnung der USK in den deutschen Handel gelangte. Die USK hatte aufgrund der Indizierungsgefahr eine Kennzeichnung verweigert. Anfang 2006 wurde das Spiel schließlich indiziert, Eidos verzichtete auf eine erneute Veröffentlichung.

## Story
Der Spieler übernimmt die Rolle von Ramiro "Ram" Cruz, einem Agenten der Drug Enforcement Administration (DEA). Zusammen mit seinem Bruder will er herausfinden, wer seinen Vater getötet hat.

## Besonderheiten
Total Overdose besitzt einige Besonderheiten. So beherrscht der Held sogenannte ″Loco-Moves″ wie den Goldenen Colt, der Gegner schnell durch gezielte Kopfschüsse ausschaltet. Auch beherrscht der Held eine Art Zeitlupe, mit dem sich das Zielen in Sprüngen extrem vereinfachen lässt. Die Gewaltdarstellung ist häufig ironisch-überzogen. Außerdem ist die Spielwelt frei begehbar und eine Vielzahl an Nebenaufträgen wartet darauf, vom Spieler bestritten zu werden.

## Kritiken
Insgesamt erhielt Total Overdose gute Bewertungen. Gelobt wurde unter anderen die Möglichkeit Nebenmissionen zu spielen. Auch das abgedrehte Spielkonzept stößt weitestgehend auf positive Reaktionen. Kritisiert wurde die altbackene Grafik und die teilweise übertriebene Brutalität sowie die oft menschenverachtenden Äußerungen des Protagonisten.